# Магомедов, Гашим Магомедович
Гашим Магомедович Магомедов (азерб. Qaşım Maqomed oğlu Maqomedov; 22 сентября 1999; с. Телетль, Шамильский район, Дагестан, Россия) — российский и азербайджанский тхэквондист, серебряный призёр Олимпийских игр 2024 года. Чемпион Европы 2023 года.

## Карьера
Аварец по национальности. Родился в селе Телетль Шамильского района. Занимается под руководством своего отца Магомеда Магомедова.
В ноябре 2012 года в составе сборной России среди кадетов, где был капитаном, одержал победу на международном турнире класса «А» в Хорватии.
До 2015 года одерживал победы на первенствах России, после чего переехал в Азербайджан.
Является членом сборной Азербайджана по тхэквондо.
На чемпионате Европы по тхэквондо среди юниоров 2015 года завоевал бронзовую медаль.
В конце ноября 2016 года на юниорском чемпионате мира в Канаде в составе сборной Азербайджана завоевал серебряную медаль первенства мира, уступив в финале Юн Чан-Хо из Южной Кореи.
В январе 2017 года в Баку стал чемпионом Азербайджана.
В мае 2017 года завоевал серебряную медаль на IV Играх исламской солидарности.
9 августа 2022 года в Конье (Турция) стал бронзовым призёром V Игр исламской солидарности.
В феврале 2023 года завоевал золотую медаль на кубке Президента Турции по тхэквондо (Стамбул).
В марте 2023 года завоевал золотую медаль на открытом чемпионате Нидерландов (Эйндховен).
В июне 2023 года на III Европейских играх, прошедших в Кракове (Польша), завоевал бронзовую медаль.
В августе 2023 года завоевал золотую медаль на чемпионате Европы по тхэквондо 2023 (Таллин, Эстония).
В октябре 2023 года завоевал бронзовую медаль на Открытом чемпионате Катара по тхэквондо (Доха).
В ноябре 2023 года завоевал золотую медаль на турнире «Balkan Cup» (Сараево, Босния и Герцеговина) в категории до 63 кг.
В декабре 2023 года завоевал золотую медаль на турнире чемпионской серии Большого шлема по олимпийским весовым категориям в Уси (Китай). Эта победа предоставила ему лицензию на участие в Летних Олимпийских играх 2024 года
В апреле 2024 года стал бронзовым призёром чемпионата Европы в Белграде.
Своё выступление на Олимпийских играх 2024 Магомедов начал с победы над ирландским спортсменом Джеком Вулли. В четвертьфинале он оказался сильнее бронзового призёра последнего чемпионата мира испанца Адриана Висенте, а в полуфинале одолел действующего олимпийского чемпиона Вито Дель-Аквилу из Италии. В финале с действующим чемпионом мира в весовой категории до 54 кг Пак Тэ Джуном из Южной Кореи Магомедов уже в начале поединка получил травму ноги, но несмотря на это продолжил схватку. В итоге Магомедов проиграл и завоевал серебряную медаль. Это была четвёртая медаль и первая серебряная медаль Азербайджана по тхэквондо на Олимпийских играх (последний раз спортсмены Азербайджана брали медали на Олимпиаде 2016 года в Рио-де-Жанейро).
Распоряжением президента Азербайджанской Республики Ильхама Алиева от 13 августа 2024 года Гашим Магомедов за высокие достижения на XXXIII Летних Олимпийских играх в Париже и заслуги в развитии азербайджанского спорта был награждён орденом «За службу Отечеству II степени».